# Kristijan I.
Kristijan I. (1426., ??? – 21. svibnja 1481., Kopenhagen) bio je kralj Danske (1448. – 1481.), Norveške (1450. – 1481.) i Švedske (1457. – 1464. i 1465. – 1467.).

## Životopis
Kristijan je rođen kao sin kneza Dietricha Sretnog od Oldenburga i Hedvige od Holsteina. Bio je utemeljitelj vladarske kuće Oldenburg u Danskoj koja je vladala do 1863. god. Na vlast u Danskoj je stupio izborom Danskog parlamenta nakon smrti kralja Kristofora III. Za stjecanje švedskog prijestolja bio je prisiljen ratovati sa švedskim kraljem Karlom VIII. (Dansko-švedski rat od 1451. – 1457.). God. 1460. izabran je i za grofa od Holsteina i vojvodu od Schleswiga.
Tijekom njegova vladanja prestala je postojati Kalmarska unija nakon poraza Kristijana u ratu protiv Šveđana 1471. god., iako je formalno opstala do 1523. god.
Od 1469. do 1474. god. Kristijan je ratovao na strani Hanzeatske lige protiv Engleske.
Utemeljio je Sveučilište u Kopenhagenu 1479. god.
Kristijan I. je umro 21. svibnja 1481. god. u 55 godini života i sahranjen je u Katedrali u Roskildeu.

## Poveznice
- Povijest Danske

| Prethodnik:    | danski kralj (1448. – 1481.) | Nasljednik:                 |
| Kristofor III. | danski kralj (1448. – 1481.) | Hans od Danske (njegov sin) |

| Prethodnik:       | norveški kralj (1450. – 1481.) | Nasljednik:                 |
| Karlo I. Norveški | norveški kralj (1450. – 1481.) | Hans od Danske (njegov sin) |

| Prethodnik:                | švedski kralj (1457. – 1464. i 1465. – 1467.) | Nasljednik:                 |
| Karlo VIII., kralj Švedske | švedski kralj (1457. – 1464. i 1465. – 1467.) | Hans od Danske (njegov sin) |